# Hellín (Madrid)
Hellín es un barrio de Madrid integrado en el distrito de San Blas-Canillejas. Tiene una superficie de 54,90 hectáreas y una población de 9737 habitantes (2009). 
Limita al norte y este con Simancas, al sur con Arcos y Amposta, al este con Rosas.
Está delimitado al sur por las calles Alberique y Arcos de Jalón, al norte y oeste por la avenida de Arcentales, y al este por la avenida de Canillejas a Vicálvaro.